# Pseudostheneboea
Pseudostheneboea är ett släkte av insekter. Pseudostheneboea ingår i familjen Phasmatidae.
Kladogram enligt Catalogue of Life:
| Pseudostheneboea | \| \| Pseudostheneboea aberrans \| \| \| \| \| \| Pseudostheneboea minor \| \| \| \| \| \| Pseudostheneboea segregata \| \| \| \| |
|                  | \| \| Pseudostheneboea aberrans \| \| \| \| \| \| Pseudostheneboea minor \| \| \| \| \| \| Pseudostheneboea segregata \| \| \| \| |
|                  | Pseudostheneboea aberrans |
|                  | |
|                  | Pseudostheneboea minor |
|                  | |
|                  | Pseudostheneboea segregata |
|                  | |